# 艾利·馮·史托洛海姆
艾利·馮·史托洛海姆（Erich von Stroheim，1885年9月22日—1957年5月12日）是一位美國電影導演、演員，出生於維也納 。
著迷於電影佈景真實性最為出名的便是史托洛海姆。他以厭惡攝影棚場景聞名，在《貪婪》當中，他堅持演員得真的生活在簡陋的屋子、穿破舊的衣服來體驗、貼近劇中的場景。也因為如此這部電影呈現高度的真實性。

## 作品

### 導演
- 1919年：《盲目的丈夫們》（Blind Husbands）
- 1920年：《魔鬼的通行證》（The Devil's Pass Key）
- 1922年：《情场现形记》（Foolish Wives）
- 1924年：《貪婪》（Greed）
- 1925年：《風流寡婦（英语：The Merry Widow (1925 film)）》（The Merry Widow）
- 1928年：
  - 《婚禮進行曲（英语：The Wedding March (1928 film)）》（The Wedding March）
  - 《蜜月》（The Honeymoon）
- 1932年：《凱莉女王》（Queen Kelly）
- 1933年：《你好，姐姐（英语：Hello, Sister! (1933 film)）》（Hello, Sister!）

## 外部連結
- 艾利·馮·史托洛海姆在互联网电影资料库（IMDb）上的資料（英文）
- 在Find a Grave上的艾利·馮·史托洛海姆